# Fonte Grande do Morro de São Paulo
A Fonte Grande do Morro de São Paulo é um fontanário barroco localizado na ilha de Tinharé, no município de Cairu, na Bahia. Ela data de 1746 e sua construção foi ordenada pelo vice-rei do Brasil, André de Melo e Castro, para o abastecimento de um presídio, soldados e residentes da localidade.
Na primeira metade do século XX, escavações ilegais prejudicaram a estrutura da fonte. A qualidade da água também foi prejudicada devido à pressão do turismo em larga escala no sistema de água e saneamento de Morro de São Paulo. Encontra-se como estrutura histórica tombada pelo Instituto do Patrimônio Histórico e Artístico Nacional em 1943.

## Localização
A fonte está localizada no sudeste do pequeno povoado de Morro de São Paulo e situada abaixo do nível da rua, sendo acessível por escadas.

## História
Em 1746, o vice-rei do Brasil, André de Melo e Castro, ordenou a construção da fonte de três bicas para servir no abastecimento de um presídio local, de soldados da ilha de Tinharé e de residentes. Esta fonte pode ter sido construída no local de uma outra fonte de dimensões menores, que havia sido descoberta anteriormente por Simão Barreto no século XVII como parte da construção da Igreja de Nossa Senhora da Luz. Pedro II, durante uma excursão pela localidade em 1859, registrou a existência de "um chafariz público com três bicas".
Escavações ilegais foram feitas na fonte em 1933 e 1946 em busca de tesouros enterrados; ambas as escavações causaram danos à estrutura. A qualidade da água piorou devido à pressão do turismo em larga escala no sistema de água e saneamento de Morro de São Paulo.

## Estrutura
A Fonte Grande do Morro de São Paulo tem planta retangular com abóbada. Ela consiste de um fluxo de alimentação; uma galeria de adução abobadada; uma cisterna circular coberta por uma cúpula de tijolos em forma de meia laranja; uma captação de águas residuais; uma rampa de ferro; escadas e um sistema de drenagem. A fonte é acessada por uma escada com piso de mármore cinza e branco. Seu frontispício é de arenito baiano. É coroada por um frontão barroco com volutas e pináculo em losango. Uma placa está no centro com uma inscrição que diz:
"O Ilustre e Honorável André de Melo de Castro, Conde de Galveas Virei e Capitão Geral do Mar e Terra do Estado do Brasil mandou fazer esta fonte em 1746."A
O Instituto do Patrimônio Histórico e Artístico Nacional (IPHAN) realizou obras básicas de conservação na estrutura em 1946 e 1954. Foi totalmente restaurada por volta de 1970 sob a direção do arquiteto Anísio Luz.

## Statusprotegido
A Fonte Grande do Morro de São Paulo foi tombada pelo IPHAN em 1943. Foi inscrita nos livros de Belas Artes e do Tombo Histórico pelo processo de número 321-T-42.